# Linda Krūmiņa
Linda Krūmiņa (beim Weltschachbund FIDE Linda Krumina; * 16. Dezember 1984 in Kuldīga) ist eine lettische Schachspielerin.
Linda Krūmiņa besuchte das Viļa-Plūdoņa-Gymnasium in Kuldīga und wohnt inzwischen in Riga.
Im Oktober 2017 gewann sie in Riga die lettische Einzelmeisterschaft der Frauen vor Ilze Bērziņa und sicherte sich damit einem Platz in der lettischen Frauennationalmannschaft bei der Schacholympiade 2018 in Batumi. Die Titelträgerin Laura Rogule war wegen des gleichzeitig stattfindenden European Club Cups in Antalya verhindert.
Vereinsschach spielte sie für die Mannschaften The Royal Biograph und SK Kuldīga.
Seit 2017 trägt Linda Krūmiņa den Titel FIDE-Meister der Frauen (WFM). Ihre höchste Elo-Zahl war 2134 von Dezember 2017 bis Februar 2018.